# 菲貝格山
48°33′37″N 14°37′24″E / 48.56028°N 14.62333°E

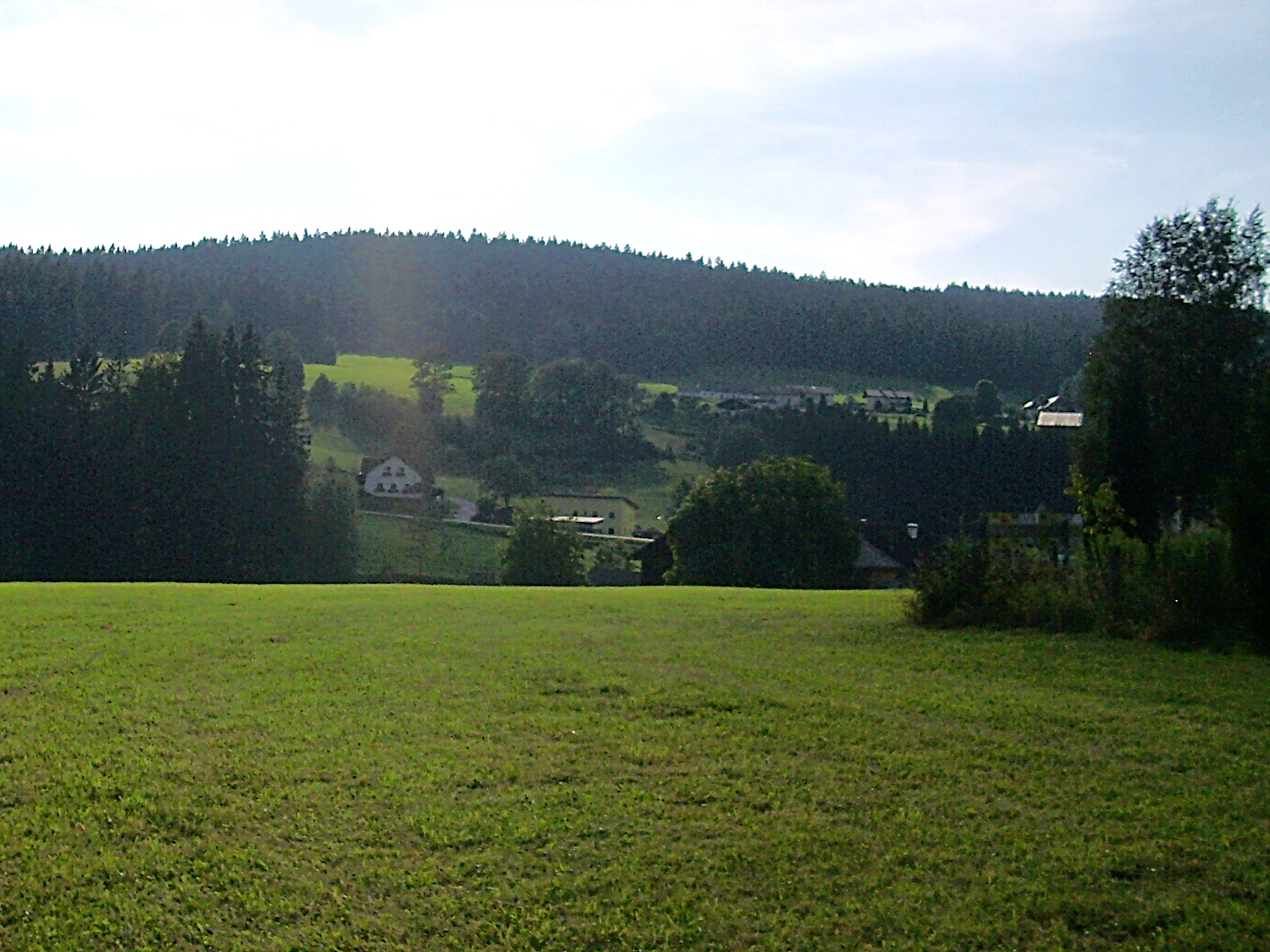

菲貝格山（德語：Viehberg），是奧地利的山峰，位於該國北部，由上奧地利州負責管轄，距離施滕施泰因山26公里，處於桑德爾以西1.5公里，海拔高度1,112米。